# Andrzej Myc
Andrzej Myc (ur. 21 marca 1953 w Legnicy, zm. 22 października 2022) – polski naukowiec, doktor habilitowany nauk biologicznych, immunolog, profesor nadzwyczajny Uniwersytetu Zielonogórskiego, działacz opozycji w PRL.

## Kariera
Jest absolwentem I Liceum Ogólnokształcącego im. Tadeusza Kościuszki w Legnicy. Ukończył studia na Uniwersytecie Wrocławskim na kierunku biologia w 1977 roku, zdobywając tytuł doktora we wrześniu 1984 roku. Po ukończeniu studiów w 1977 roku został pracownikiem naukowym Instytutu Immunologii i Terapii Doświadczalnej PAN we Wrocławiu, aż do momentu kiedy był aresztowany i zwolniony z pracy w 1984 roku. Następnie został przywrócony dzięki postawie dyrektora Instytutu prof. Stefana Ślopka. Od listopada 1988 roku był na stypendium naukowym fundacji im. Alfreda Jurzykowskiego w Memorial Sloan Kettering Cancer Center w Nowym Jorku. Od 1993 pracował na Indiana University, a od 1997 na University of Michigan w Ann Arbor. Następnie pracował jako Research Assistant Professor w Michigan Nanotechnology Institute for Medicine and Biological Sciences. Pracował m.in. nad środkami ochrony przed bronią biologiczną w ramach zlecenia Pentagonu.
Zasiadał w tzw. Radzie Naukowej fundacji En Arche, promującej pseudonaukę.

## Działania opozycyjne
Od 1979 Myc kolportował „Biuletyn Dolnośląski”.
Jego dalsza działalność polityczna nastąpiła w sierpniu 1980 roku podczas kiedy był inicjatorem strajku w zakładzie pracy, a od października 1980 roku już działając w „Solidarności” gdzie był również członkiem Komitetu Założycielskiego. Następnie KZ w IIiTD PAN. Po 13 grudnia 1981 organizował struktury kolportażowe RKS „Solidarność”. Od 1982 brał udział w działaniach Solidarności Walczącej oraz jako członek Rady i Komitetu Wykonawczego tejże organizacji, gdzie był odpowiedzialny m.in. za finanse, organizacje skrzynek kontaktowych i kryjówek dla ściganych działaczy. Współzałożyciel oddziałów SW, i autor artykułów do pism „Solidarność Walcząca” i „BIS”. W listopadzie 1987 roku (wraz z Piotrem Medoniem) uczestniczył w demonstracji i rozrzucaniu ulotek z rusztowania wrocławskiego ratusza z transparentem domagającym się uwolnienia Kornela Morawieckiego i Hanny Łukowskiej-Karniej.

## Konflikt z władzami
13 stycznia 1984 roku Myc został zatrzymany i przetrzymywany w Areszcie Śledczym Wojewódzkiego Urzędu Spraw Wewnętrznych we Wrocławiu, po czym go zwolniono 26 lipca 1984 na mocy amnestii.
Wielokrotnie zatrzymywany na 48 godzin i wzywany na przesłuchania i rozmowy ostrzegawcze, był też poddany kilkukrotnym rewizjom w mieszkaniu. 4 grudnia 1986 został uprowadzony przez funkcjonariuszy SB żądających podjęcia współpracy oraz wskazania miejsca ukrywania się Kornela Morawieckiego. Po kategorycznej odmowie został zwolniony lecz nadal nękany przez SB.

## Odznaczenia
- Krzyż Oficerski Orderu Odrodzenia Polski